# Ловречан (Златар-Бистрица)
Ловречан је насељено место у саставу општине Златар-Бистрица у Крапинско-загорској жупанији, Хрватска. До територијалне реорганизације у Хрватској налазио се у саставу старе општине Златар-Бистрица.

## Становништво
На попису становништва 2011. године, Ловречан је имао 405 становника.

## Попис1991.
На попису становништва 1991. године, насељено место Ловречан је имало 455 становника, следећег националног састава:
| Попис 1991.‍ | Попис 1991.‍ | Попис 1991.‍ | Попис 1991.‍ | Попис 1991.‍ |
| ----------- | ----------- | ----------- | ----------- | ----------- |
|             |             |             |             |             |
| Хрвати      | Хрвати      |             | 449         | 98,68%      |
| Мађари      | Мађари      |             | 1           | 0,21%       |
| непознато   | непознато   |             | 5           | 1,09%       |
| укупно: 455 |             |             |             |             |